# 軍馬資源保護法
軍馬資源保護法（ぐんばしげんほごほう、昭和14年4月7日法律第76号）は、国家総動員法が制定・公布されたことを受けた地方競馬のあり方の変更に関する法律である。
種馬統制法、競馬法ノ臨時特例ニ関スル法律とともに、馬政関係三法のひとつとして制定された。大東亜戦争（太平洋戦争・第二次世界大戦）終結後の1945年（昭和20年）11月21日、第44代内閣総理大臣幣原喜重郎が昭和天皇に上奏したいわゆるポツダム命令の一つ、「昭和二十年勅令第五百四十二号「ポツダム」宣言ノ受諾ニ伴ヒ発スル命令ニ関スル件ニ基ク軍馬資源保護法廃止等ニ関スル件」（1945年11月21日勅令第643号）によって廃止された。

## 内容
- 軍馬としての素質のある馬を軍用保護馬として選定し、各種の保護奨励を行うとともに能力の維持・資質の向上のために鍛錬を行う。
- 馬券の発売が優等馬の投票として認められた。
- 鍛錬のうち、とくに優等馬の投票に関する施設を使うものを軍用保護馬鍛錬競走とする。
- 軍用保護馬鍛錬競走の主催者は、畜産組合連合会および畜産組合。

## 改正

### 昭和15年改正
本法14条1項においては、軍用保護馬鍛錬中央会に対しては、所得税及び営業収益税を課さないこととされていた。
1940年（昭和15年）、租税法規ノ改正ニ伴フ恩給金庫法等ノ規定ノ整理ニ関スル法律（昭和15年3月29日法律第59号）5条の規定によって、法人税も課さないこととされ、また、営業収益税が営業税に改められた。
なお、本改正規定は、租税法規ノ改正ニ伴フ恩給金庫法等ノ規定ノ整理ニ関スル法律附則1項の規定によって、1940年（昭和15年）4月1日から施行された。

### 昭和18年改正
1943年（昭和18年）、本法は、農業団体法（昭和18年3月11日法律第46号）の制定に伴い、同法附則116条の規定によって、次のとおり改正された。
- 鍛錬競技を行うこととされた「畜産組合連合会」及び「畜産組合」の名称を、それぞれ、「馬匹組合連合会」及び「馬匹組合」に改称。

- 軍用保護馬鍛錬中央会に関する規定を削除。

なお、本改正規定は、農業団体法一部施行期日ノ件（昭和19年3月27日勅令第156号）によって、1944年（昭和19年）3月28日から施行された。

## 軍用保護馬鍛錬競走
軍馬資源保護法に基づく競馬。1940年（昭和15年）3月に取手競馬場における開催を皮切りに全国の競馬場（北海道3ヶ所、その他の都府県は1ヶ所）において開催されたが、大東亜戦争の戦況悪化に伴い、1944年（昭和19年）をもって中止を余儀なくされた。
なお、現在の中央競馬の系譜につながる日本競馬会主催の競馬は、能力検定競走（のうりょくけんていきょうそう）と呼ばれ区別された。

### 軍用保護馬鍛錬競走が行われた競馬場
- 旭川競馬場（北海道）
- 岩見沢競馬場（北海道）
- 帯広競馬場（北海道）
- 上山競馬場（山形県）
- 開成山競馬場（福島県。後の郡山競馬場）
- 取手競馬場（茨城県）
- 宇都宮競馬場（栃木県）
- 高崎競馬場（群馬県）
- 大宮競馬場（埼玉県）
- 春日部競馬場（埼玉県。別名：粕壁競馬場）
- 柏競馬場（千葉県）
- 八王子競馬場（東京都）
- 戸塚競馬場（神奈川県）
- 三条競馬場（新潟県）
- 高岡競馬場（富山県）
- 小松競馬場（石川県）
- 大野競馬場（福井県）
- 上諏訪競馬場（長野県）
- 笠松競馬場（岐阜県）
- 三島競馬場（静岡県）
- 岡崎競馬場（愛知県）
- 霞ヶ浦競馬場（三重県）
- 草津競馬場（滋賀県）
- 長岡競馬場（京都府。別名：京都長岡競馬場）
- 春木競馬場（大阪府）
- 園田競馬場（兵庫県）
- 奈良競馬場（奈良県）
- 岡山競馬場（岡山県）
- 広島競馬場（広島県）
- 小月競馬場（山口県。後の下関競馬場）
- 三津浜競馬場（愛媛県）
- 長浜競馬場（高知県）
- 福間競馬場（福岡県）
- 佐賀競馬場（佐賀県）
- 諫早競馬場（長崎県）
- 荒尾競馬場（熊本県）
- 別府競馬場（大分県）
- 宮崎競馬場（宮崎県）
- 鹿児島競馬場（鹿児島県）